# کارل بایندر
کارل بایندر (انگلیسی: Carl Binder؛ زادهٔ ۱۰ اوت ۱۹۶۰) فیلم‌نامه‌نویس، نویسنده علمی-تخیلی، تهیه‌کننده تلویزیونی و کارگردان تلویزیونی اهل کانادا است.
از فیلم‌ها یا مجموعه‌های تلویزیونی که وی در آن‌ها نقش داشته است، می‌توان به مردان کوچک، پزشک دهکده، پوکاهانتس و دروازه ستارگان اس‌جی-۱ اشاره نمود.